# Carl Ramos Stadium
Carl Ramos Stadium – stadion piłkarski w belizeńskim mieście Dangriga, w dystrykcie Stann Creek. Obiekt może pomieścić 3 500 widzów, a swoje mecze rozgrywa na nim drużyna Wagiya FC.
Oprócz meczów półprofesjonalnej ligi belizeńskiej, na obiekcie organizowane są również turnieje piłkarskie dla uczniów szkół podstawowych i średnich. Stadion nosi imię Carla Ramosa, lokalnego pasjonata piłki nożnej, który w latach 60. i 70. organizował miejskie turnieje piłkarskie dla dzieci, młodzieży oraz dorosłych, znacznie przyczyniając się do promocji futbolu w Dangridze.
W przeszłości był domowym obiektem m.in. klubów Griga United FC, New Site Erei, Revolutionary Conquerors FC, Ilagulei FC, Valley Renaissance i Valley Pride Freedom Fighters FC.